# Abel Velilla Sarasola
Abel Velilla Sarasola (Pamplona-Iruñea, Navarra, 1901 - Tijuana, Baja California, 1982) fou un polític i advocat navarrès.
Era afiliat la maçoneria i membre del Partit Republicà Federal, del que en liderà el sector partidari de l'activisme i l'agitació revolucionària. En proclamar-se la Segona República Espanyola fou escollit regidor de l'Ajuntament de Barcelona (1931-1933) i diputat a les corts de la República a les eleccions generals espanyoles de 1933 al 1936.
Fou magistrat del Tribunal Suprem i defensà molts dels inculpats en els fets del sis d'octubre de 1934. Durant la guerra civil espanyola fou membre de la comissió jurídica assessora del ministeri de justícia. El 1939 s'exilià i el 1942 arribà a Veracruz (Mèxic) a bord del Sao Thomé.

## Obres
- Una gran injusticia social. El proceso Guiot-Climent (1931)